# La Chapelle-Saint-Ouen
La Chapelle-Saint-Ouen és un municipi francès situat al departament del Sena Marítim i a la regió de Normandia. L'any 2007 tenia 89 habitants.

## Demografia

### Població
El 2007 la població de fet de La Chapelle-Saint-Ouen era de 89 persones. Hi havia 30 famílies de les quals 4 eren unipersonals (4 dones vivint soles i 4 dones vivint soles), 9 parelles sense fills i 17 parelles amb fills.
La població ha evolucionat segons el següent gràfic:
Habitants censats

### Habitatges
El 2007 hi havia 44 habitatges, 32 eren l'habitatge principal de la família, 9 eren segones residències i 3 estaven desocupats. Tots els 44 habitatges eren cases. Dels 32 habitatges principals, 24 estaven ocupats pels seus propietaris i 8 estaven llogats i ocupats pels llogaters; 1 tenia dues cambres, 2 en tenien tres, 8 en tenien quatre i 21 en tenien cinc o més. 22 habitatges disposaven pel capbaix d'una plaça de pàrquing. A 12 habitatges hi havia un automòbil i a 17 n'hi havia dos o més.

### Piràmide de població
La piràmide de població per edats i sexe el 2009 era:
| Homes | Edats   | Dones |
| ----- | ------- | ----- |
| 0     | 95 o +  | 0     |
| 0     | 90 a 94 | 0     |
| 0     | 85 a 89 | 0     |
| 0     | 80 a 84 | 0     |
| 0     | 75 a 79 | 4     |
| 0     | 70 a 74 | 0     |
| 4     | 65 a 69 | 0     |
| 8     | 60 a 64 | 0     |
| 0     | 55 a 59 | 8     |
| 0     | 50 a 54 | 0     |
| 8     | 45 a 49 | 4     |
| 0     | 40 a 44 | 4     |
| 0     | 35 a 39 | 0     |
| 0     | 30 a 34 | 4     |
| 0     | 25 a 29 | 0     |
| 0     | 20 a 24 | 0     |
| 4     | 15 a 19 | 0     |
| 0     | 10 a 14 | 0     |
| 0     | 5 a 9   | 0     |
| 4     | 0 a 4   | 0     |

## Economia
El 2007 la població en edat de treballar era de 51 persones, 44 eren actives i 7 eren inactives. De les 44 persones actives 42 estaven ocupades (22 homes i 20 dones) i 2 estaven aturades (2 dones i 2 dones). De les 7 persones inactives 3 estaven jubilades, 1 estava estudiant i 3 estaven classificades com a «altres inactius».
Activitats econòmiques
Dels 3 establiments que hi havia el 2007, 2 eren d'empreses de construcció i 1 d'una empresa de serveis.
L'únic servei als particulars que hi havia el 2009 era un electricista.
L'any 2000 a La Chapelle-Saint-Ouen hi havia 14 explotacions agrícoles que ocupaven un total de 550 hectàrees.

## Poblacions més properes
El següent diagrama mostra les poblacions més properes.